# Arlington (Massachusetts)
Arlington – miejscowość w hrabstwie Middlesex, w stanie Massachusetts, w Stanach Zjednoczonych.
Miasto położone jest około 10 km na północny zachód od Bostonu.